# جردن گادارد
جردن گادارد (انگلیسی: Jordan Goddard؛ زادهٔ ۹ سپتامبر ۱۹۹۳) بازیکن فوتبال اهل بریتانیا است.
از باشگاه‌هایی که در آن بازی کرده‌است می‌توان به باشگاه فوتبال بریستول راورز، باشگاه فوتبال تلفورد یونایتد، باشگاه فوتبال گلاستر سیتی، و باشگاه فوتبال لیمینگتون اشاره کرد.